# Genesee County, Michigan
Genesee County är ett administrativt område i delstaten Michigan, USA. År 2010 hade countyt  425 790 invånare. Den administrativa huvudorten (county seat) är Flint.

## Geografi
Enligt United States Census Bureau har countyt en total area på 1 682 km². 1 658 km² av den arean är land och 26 km² är vatten.

### Angränsande countyn
- Tuscola County - nordost
- Saginaw County - nordväst
- Lapeer County - öst
- Shiawassee County - väst
- Oakland County - sydost
- Livingston County - sydväst

### Orter
- Burton
- Clio
- Davison
- Fenton (delvis i Livingston County och Oakland County)
- Flint (huvudort)
- Flushing
- Gaines
- Goodrich
- Grand Blanc
- Lennon (delvis i Shiawassee County)
- Linden
- Montrose
- Mount Morris
- Otisville
- Otter Lake (delvis i Lapeer County)
- Swartz Creek